# Javier Martínez de Bedoya
Javier Martínez de Bedoya y Martínez-Carande (Bilbao, 14 de marzo de 1914-Madrid, 24 de marzo de 1991) fue un político jonsista  y escritor español, segundo esposo de Mercedes Sanz Bachiller, conocido por organizar junto a esta el Auxilio de Invierno, una organización de beneficencia durante la guerra civil española.

## Biografía

### Primeros años
Nacido en 1914, era hijo de un notario. Estudió la carrera de derecho en la Universidad de Valladolid. Emisor junto a Onésimo Redondo de mensajes antisemitas desde Libertad en una fecha tan temprana como 1931, tras el golpe de Estado protagonizado por el general Sanjurjo y los consiguientes exilio en Portugal de Redondo y prohibición de Libertad, Martínez de Bedoya sorteó esta última publicando Igualdad. En ausencia de Onésimo Redondo, Martínez de Bedoya asumió la dirección de Igualdad.
Miembro inicial de  las Juntas Castellanas de Actuación Hispánica (JCAH), después se integraría en las JONS. En marzo de 1934, cuando se produjo la unión de las JONS con Falange —que resultaría en Falange Española de las JONS—, Martínez de Bedoya fue uno de los oradores en el mitin fundacional que se celebró en Valladolid. No obstante, salió de Falange en 1935 acompañando a Ramiro Ledesma Ramos. A partir de entonces preparó estudios de doctorado, incluyendo estancias en Alemania (Tubinga y Heidelberg), desde donde volvió a España en junio de 1936.

### Guerra civil
Al inicio de la guerra civil española consiguió cruzar la frontera hacia Francia para volver a entrar posteriormente, llegando a Pamplona en septiembre. Fue responsable junto a Mercedes Sanz Bachiller de la decisión de crear el «Auxilio de Invierno» (posteriormente renombrado como Auxilio Social), un organismo de asistencia pública inspirado parcialmente en el nazi Winterhilfswerk que también funcionaría —tras la unificación de 1937— como medio bélico y de propaganda de las FET y de las JONS. Fue organizado de la nada por ambos en Valladolid para atender sin discriminación ideológica a los desamparados de la ciudad, acuciada por el problema de la represión llevada a cabo por el bando sublevado, extendiéndose con posterioridad a otras ciudades de la zona rebelde. Martínez de Bedoya asumió el cargo de secretario del Auxilio Social. Sería también el promotor de la idea del empleo de parafernalia similar a la de la organización alemana, fuertemente influido por su anterior estancia en Alemania.
La relevancia política que llegó a adquirir Auxilio Social dio lugar a disputas para controlarla. En septiembre de 1937 asistió invitado al congreso de Núremberg celebrado por el Partido nazi. En febrero de 1938 fue nombrado jefe del Servicio Nacional de Beneficencia y Obras Sociales. Tras la Guerra Civil fue sugerido por Ramón Serrano Suñer como ministro de Trabajo, y posteriormente como subsecretario del ministerio, pero las intrigas falangistas e internas del régimen abortaron el ascenso de un todavía joven Martínez Bedoya, con 25 años. Contrariado, dimitió de sus cargos como consejero nacional del Movimiento y director general de Beneficencia.
Antiguo amigo de Onésimo Redondo, acabó contrayendo matrimonio con su viuda, Mercedes Sanz Bachiller, el 3 de noviembre de 1939, circunstancia que serviría como excusa para la caída en desgracia de esta última. Sanz-Bachiller dimitiría de todos sus puestos en enero de 1940, tras un duro artículo aparecido en el diario Arriba en el que se criticaba duramente la labor de Auxilio Social. Como consecuencia, tanto Sanz-Bachiller como Martínez de Bedoya quedaron alejados de la escena política.

### Dictadura franquista
Designado como responsable de la sección de Relaciones Políticas del Consejo de la Hispanidad en 1941 y procurador en las Cortes franquistas entre 1943 y 1946 y entre 1958 y 1967, en 1943 reivindicó —con «pura desvergüenza» según Ferran Gallego— la identificación del falangismo de la Segunda República con una dimensión liberal. En octubre de 1943 el ministro de Asuntos Exteriores, Francisco Gómez-Jordana Sousa, sabedor de la probable victoria de las fuerzas aliadas en la Segunda Guerra Mundial, le asignó la posición de agregado de prensa en Lisboa, y le encomendaría la misión de contactar con organizaciones de refugiados judíos. En 1947 propuso en un informe una unión aduanera entre España y Portugal. Falleció en Madrid el 24 de marzo de 1991.
Póstumamente se publicó su libro autobiográfico titulado Memorias desde mi aldea (1996).

## Obras
- —. Onésimo Redondo, Caudillo de Castilla.[34]
- —. Siete años de lucha.[34]
- — (1939). Antes que nada, política.[34]
- — (1940). Don Antonio Maura, ministro de la Gobernación (1902-1903).[35]
- — (1955). El torero.[36]
- — (1958). Falta una gaviota.[37]
- — (1963). Los problemas de una constitución.[38]
- — (1974). El desafío de la libertad.[39]
- — (1983). Si Dios existe.[40]
- — (1996). Memorias desde mi aldea.[41]